# Channel-Port aux Basques
Channel-Port aux Basques (ou simplesmente Port aux Basques) é uma pequena cidade no extremo sudoeste da Ilha de Terra Nova, na costa do Estreito de Cabot. Port aux basques é conhecido no Canadá como o "portão de entrada" de Terra Nova, já que na pequena cidade começa a parte da Transcanadiana na Terra Nova. A transcanadiana faz conexão entre Nova Escócia e Terra Nova através do serviço de balsa entre North Sydney e Port aux Basques. Port aux Basques surgiu em 1945 através da incorporação das pequenas vilas de Port aux Basques, Channel, Grand Bay e Mouse Island. Em 2001, a sua população era estimada em 4.637.